# Mallanaikanahalli, Kunigal
Mallanaikanahalli là một làng thuộc tehsil Kunigal, huyện Tumkur, bang Karnataka, Ấn Độ.